# Intel Core
Intel Core là dòng sản phẩm dành cho người tiêu dùng, máy trạm và bộ xử lý trung tâm (CPU) từ trung cấp đến cao cấp được bán bởi Tập đoàn Intel. Các bộ xử lý này đã thay thế các bộ xử lý Pentium từ trung bình đến cao cấp hiện tại thời bấy giờ, đưa Pentium đến cấp thấp và đưa loạt bộ xử lý Celeron xuống cấp thấp nhất. Các phiên bản bộ xử lý Core giống hệt hoặc có khả năng hơn cũng được bán dưới dạng bộ xử lý Xeon cho thị trường máy chủ và máy trạm.
Tính đến  năm June 2017,các sản phẩm vi xử lý Core bao gồm Intel Core i3, Intel Core i5, Intel Core i7, và Intel Core i9, cùng với dòng X-series của Intel Core CPU.
Đầu năm 2018, các báo cáo tin tức chỉ ra rằng các lỗi bảo mật, được gọi là " Meltdown " và " Spectre ", đã được tìm thấy "trong hầu hết tất cả các bộ xử lý Intel [được thực hiện trong hai thập kỷ qua] sẽ yêu cầu sửa lỗi trong Windows, macOS và Linux". Lỗ hổng cũng ảnh hưởng đến các máy chủ đám mây. Vào thời điểm đó, Intel không bình luận về vấn đề này. Theo báo cáo của New York Times, "Không có cách khắc phục dễ dàng nào cho Spectre... như đối với Meltdown, bản vá phần mềm cần thiết để khắc phục sự cố có thể làm chậm máy tính tới 30%".
Vào giữa năm 2018, phần lớn các bộ xử lý Intel Core đã bị phát hiện có khiếm khuyết (lỗ hổng Foreshadow), làm suy yếu tính năng Software Guard Extensions (SGX) của bộ xử lý này. Vào tháng 3 năm 2020, các chuyên gia bảo mật máy tính đã báo cáo một lỗ hổng bảo mật chip Intel khác, bên cạnh lỗ hổng Meltdown và Spectre, với tên hệ thống CVE 2019-0090 (hoặc, "Intel CSME Bug"). Lỗ hổng mới được tìm thấy này không thể sửa được với bản cập nhật firmware và ảnh hưởng đến gần như "tất cả các chip Intel được phát hành trong 5 năm qua".
Vào năm 2023, Intel thông báo rằng họ sẽ loại bỏ chữ "i" khỏi thương hiệu bộ xử lý của mình, khiến nó trở thành "Core 3/5/7/9". Công ty cũng sẽ giới thiệu thương hiệu "Ultra" cho các bộ xử lý cao cấp.

## Chi tiết
Các phiên bản đầu tiên của bộ vi xử lý  này là bộ vi xử lý Core Solo và Core Duo Yonah dành cho di động dựa trên thiết kế Pentium M, được chế tạo với tiến trình 65 nm và được đưa ra thị trường vào tháng 1 năm 2006. Về cơ bản, chúng có thiết kế khác biệt so với phần còn lại của dòng sản phẩm Intel Core, có nguồn gốc từ dòng Pentium Pro có trước Pentium 4.
Bộ xử lý máy tính để bàn Intel Core đầu tiên là Conroe, một thiết kế lõi kép 65 nm được chế tạo và đưa ra thị trường vào tháng 7 năm 2006, dựa trên vi kiến trúc Intel Core hoàn toàn mới với những cải tiến đáng kể về hiệu quả vi kiến trúc và hiệu suất, vượt trội hơn Pentium 4, trong khi hoạt động ở mức xung nhịp thấp hơn đáng kể. Việc duy trì các lệnh cao trên mỗi chu kỳ (IPC) trên một công cụ thực thi không theo thứ tự có nguồn lực sâu sắc vẫn là một yếu tố cố định của nhóm sản phẩm Intel Core kể từ đó.
Bước tiến đáng kể mới trong vi kiến trúc đến với sự ra đời của bộ vi xử lý máy tính để bàn Bloomfield 45 nm vào tháng 11 năm 2008 trên kiến trúc Nehalem, có lợi thế chính đến từ hệ thống I / O và bộ nhớ được thiết kế lại với tính năng Intel QuickPath Interconnect mới và bộ điều khiển bộ nhớ tích hợp hỗ trợ đến ba kênh của bộ nhớ DDR3.
Những cải tiến hiệu suất tiếp theo có xu hướng hướng đến việc bổ sung thay vì thay đổi kiến trúc, chẳng hạn như thêm phần mở rộng tập hợp hướng dẫn Mở rộng véc tơ nâng cao vào Sandy Bridge trên tiến trình 32 nm, được phát hành lần đầu tiên vào tháng 1 năm 2011. Các tính năng cho ảo hóa và xu hướng lên cấp cao hơn được tích hợp hệ thống và chức năng quản lý (và cùng với đó, tăng hiệu suất) thông qua sự phát triển không ngừng của các tiện ích như Công nghệ Quản lý Chủ động Intel.
Kể từ năm 2019, thương hiệu Core có bốn dòng sản phẩm, bao gồm i3, i5 phổ thông, i7 cao cấp và i9 "dành cho người đam mê".

## Tổng quát
| Dòng sản phẩm | Máy tính bàn (Desktop) | Máy tính bàn (Desktop)   | Máy tính bàn (Desktop)                                                                               | Máy tính bàn (Desktop) | Máy tính xách tay (Laptop) | Máy tính xách tay (Laptop)                          | Máy tính xách tay (Laptop)                                                                                                  | Máy tính xách tay (Laptop) |
| Dòng sản phẩm | Tên mã | Số lõi                   | Tiến trình                                                                                           | Phát hành | Tên mã | Số lõi                                              | Tiến trình | Phát hành |
| --- | --- | ------------------------ | --- | --- | --- | --------------------------------------------------- | --- | --- |
| Core Solo | Không có | Không có                 | Không có                                                                                             | Không có | Yonah | 1                                                   | 65 nm | 01/2006 |
| Core Duo | Không có | Không có                 | Không có                                                                                             | Không có | Yonah | 2                                                   | 65 nm | 01/2006 |
| Core 2 Solo | Không có | Không có                 | Không có                                                                                             | Không có | Merom-L Penryn-L | 1 1                                                 | 65 nm 45 nm | 09/2007 05/2008 |
| Core 2 Duo | Conroe Allendale Wolfdale | 2 2                      | 65 nm 65 nm 45 nm                                                                                    | 08/2006 01/2007 01/2008 | Merom Penryn | 2 2                                                 | 65 nm 45 nm | 07/2006 01/2008 |
| Core 2 Quad | Kentsfield Yorkfield | 4 4                      | 65 nm 45 nm                                                                                          | 01/2007 03/2008 | Penryn | 4                                                   | 45 nm | 08/2008 |
| Core 2 Extreme | Conroe XE Kentsfield XE Yorkfield XE | 2 4                      | 65 nm 65 nm 45 nm                                                                                    | 07/2006 11/2006 11/2007 | Merom XE Penryn XE | 2 2 4                                               | 65 nm 45 nm 45 nm | 07/2007 01/2008 08/2008 |
| Core M | Không có | Không có                 | Không có                                                                                             | Không có | Broadwell | 2                                                   | 14 nm | 09/2014 |
| Core M3 | Không có | Không có                 | Không có                                                                                             | Không có | Skylake Kaby Lake Amber Lake | 2 2                                                 | 14 nm 14 nm 14 nm 14 nm | 08/2015 09/2016 07/2017 08/2018 |
| Core M5 | Không có | Không có                 | Không có                                                                                             | Không có | Skylake | 2                                                   | 14 nm | 08/2015 |
| Core M7 | Không có | Không có                 | Không có                                                                                             | Không có | Skylake | 2                                                   | 14 nm | 08/2015 |
| Core i3 | Clarkdale Sandy Bridge Ivy Bridge Haswell Skylake Kaby Lake Coffee Lake Comet Lake Alder Lake                                                                       | 2 2 4                    | 32 nm 32 nm 22 nm 22 nm 14 nm 14 nm 14 nm 14 nm 14 nm 7 nm                                           | 01/2010 02/2011 09/2012 09/2013 09/2015 01/2017 10/2017 01/2019 & 04/2019 04/2020 01/2022                                                         | Arrandale Sandy Bridge Ivy Bridge Haswell Broadwell Skylake Kaby Lake Skylake Kaby Lake Coffee Lake Cannon Lake Coffee Lake Whiskey Lake Ice Lake Comet Lake Tiger Lake Alder Lake                       | 2 2 4 2 2-4 6-10                                    | 32 nm 32 nm 22 nm 22 nm 14 nm 14 nm 14 nm 14 nm 14 nm 14 nm 10 nm 14 nm 14 nm 10 nm 14 nm 10 nm 7 nm                        | 01/2010 02/2011 06/2012 06/2013 01/2015 09/2015 & 06/2016 08/2016 11/2016 01/2017 & 06/2017 04/2018 05/2018 07/2018 08/2018 05/2019 & 08/2019 09/2019 12/2020 01/2022                             |
| Core i5 | Lynnfield Clarkdale Sandy Bridge Ivy Bridge Haswell Broadwell Skylake Kaby Lake Coffee Lake Comet Lake Rocket Lake Alder Lake                                       | 4 2 4 2 2-4 4 6 6-10     | 45 nm 32 nm 32 nm 32 nm 22 nm 22 nm 14 nm 14 nm 14 nm 14 nm 14 nm 14 nm 14 nm 7 nm                   | 09/2009 01/2010 01/2011 02/2011 04/2012 06/2013 06/2015 09/2015 01/2017 10/2017 10/2018 & 01/2019 04/2020 03/2021 11/2021 & 01/2022               | Arrandale Sandy Bridge Ivy Bridge Haswell Broadwell Skylake Kaby Lake Kaby Lake-R Coffee Lake Amber Lake Whiskey Lake Ice Lake Comet Lake Comet Lake-H Tiger Lake Tiger Lake-H/B Alder Lake Alder Lake-H | 2 2 4 2 4 4-6 10-12 8-12                            | 32 nm 32 nm 22 nm 22 nm 14 nm 14 nm 14 nm 14 nm 14 nm 14 nm 14 nm 14 nm 10 nm 14 nm 14 nm 10 nm 10 nm 7 nm 7 nm             | 01/2010 02/2011 05/2012 06/2013 01/2015 09/2015 08/2016 01/2017 10/2017 04/2018 08/2018 & 10/2018 08/2018 & 04/2019 05/2019 & 08/2019 09/2019 04/2020 09/2020 - 05/2021 01/2021 - 09/2021 01/2022 |
| Core i7 | Bloomfield Lynnfield Gulftown Sandy Bridge Sandy Bridge-E Ivy Bridge Haswell Ivy Bridge-E Broadwell Skylake Kaby Lake Coffee Lake Comet Lake Rocket Lake Alder Lake | 4 4 6 4 6 4 4-6 4 6 8 12 | 45 nm 45 nm 32 nm 32 nm 32 nm 32 nm 22 nm 22 nm 22 nm 14 nm 14 nm 14 nm 14 nm 14 nm 14 nm 14 nm 7 nm | 11/2008 09/2009 07/2010 01/2011 11/2011 02/2012 04/2012 06/2013 09/2013 06/2015 08/2015 01/2017 10/2017 10/2018 04/2020 03/2021 11/2021 & 01/2022 | Clarksfield Arrandale Sandy Bridge Ivy Bridge Haswell Broadwell Skylake Kaby Lake Coffee Lake Amber Lake Whiskey Lake Ice Lake Comet Lake Comet Lake-H Tiger Lake Tiger Lake-H/B Alder Lake Alder Lake-H | 4 2 4 2 2-4 2 4 2-4 2 4 4-6 2 4 4-6 6-8 4 4-8 10-14 | 45 nm 32 nm 32 nm 32 nm 22 nm 22 nm 14 nm 14 nm 14 nm 14 nm 14 nm 14 nm 14 nm 14 nm 10 nm 14 nm 14 nm 10 nm 10 nm 7 nm 7 nm | 09/2009 01/2010 01/2011 02/2011 05/2012 06/2013 01/2015 06/2015 09/2015 08/2016 01/2017 04/2018 08/2018 08/2018 & 04/2019 05/2019 & 08/2019 09/2019 04/2020 09/2020 01/2021 - 09/2021 01/2022     |
| Core i7 Extreme | Bloomfield Gulftown Sandy Bridge-E Ivy Bridge-E Haswell-E Broadwell-E Skylake-X Kaby Lake-X                                                                         | 4 6 8 10 6-8 4           | 45 nm 32 nm 32 nm 22 nm 22 nm 14 nm 14 nm 14 nm                                                      | 11/2008 03/2010 11/2011 09/2013 08/2014 05/2016 06/2017                                                                                           | Clarksfield Sandy Bridge Ivy Bridge Haswell | 4 4                                                 | 45 nm 32 nm 22 nm 22 nm | 09/2009 01/2011 05/2012 06/2013 |
| Core i9 | Skylake-X Cascade Lake-X Coffee Lake Comet Lake Rocket Lake Alder Lake                                                                                              | 10 12 14-18 8 10 8 16    | 14 nm 14 nm 14 nm 14 nm 14 nm 14 nm 7 nm                                                             | 06/2017 08/2017 09/2017 10/2018 04/2020 03/2021 11/2021 & 01/2022                                                                                 | Coffee Lake-H Comet Lake-H Tiger Lake-H Alder Lake-H | 6 8 14                                              | 14 nm 14 nm 10 nm 7 nm | 04/2018 04/2020 05/2021 01/2022 |
| - Danh sách bộ vi xử lý Intel Core - Danh sách bộ vi xử lý Core 2 - Danh sách bộ vi xử lý Intel Core M - Danh sách bộ vi xử lý Intel Core i3 - Danh sách bộ vi xử lý Intel Core i5 - Danh sách bộ vi xử lý Intel Core i7 - Danh sách bộ vi xử lý Intel Core i9 | |                          | | | |                                                     | | |

- Tốc độ xung nhịp  thường trong khoảng từ 1.2 GHz đến 4.2 GHz. (Intel Core i7-7700K) (hoặc 4.5 GHz với công nghệ Intel Turbo Boost)[15]

| Vi kiến trúc (µ)             | Vi kiến trúc (µ)             | Merom      | Penryn     | Nehalem  | Sandy Bridge | Haswell   | Broadwell | Skylake   | Icelake    | Tigerlake  |
| ---------------------------- | ---------------------------- | ---------- | ---------- | -------- | ------------ | --------- | --------- | --------- | ---------- | ---------- |
| Tiến trình [Kích thước] (nm) | Tiến trình [Kích thước] (nm) | 65         | 45         | 45       | 32           | 22        | 14        | 14+       | 10+        | 10++       |
| Bộ nhớ cache (µop)           | Bộ nhớ cache (µop)           |            |            |          | 1.5K µops    | 1.5K µops | 1.5K µops | 1.5K µops | 2.25K µops | 2.25K µops |
| L1 cache dữ liệu             | Dung lượng                   | 32 KB      | 32 KB      | 32 KB    | 32 KB        | 32 KB     | 32 KB     | 32 KB     | 48 KB      | 48 KB      |
| L1 cache dữ liệu             | Đường liên kết               | 8 đường    | 8 đường    | 8 đường  | 8 đường      | 8 đường   | 8 đường   | 8 đường   | 12 đường   | 12 đường   |
| L1 cache dữ liệu             | Latency                      | 3          | 3          | 4        | 4            | 4         | 4         | 4         | 5          |            |
| L1 cache chỉ dẫn             | Dung lượng                   | 32 KB      | 32 KB      | 32 KB    | 32 KB        | 32 KB     | 32 KB     | 32 KB     | 32 KB      | 32 KB      |
| L1 cache chỉ dẫn             | Đường liên kết               | 8 đường    | 8 đường    | 4 đường  | 8 đường      | 8 đường   | 8 đường   | 8 đường   |            |            |
| L1 cache chỉ dẫn             | Latency                      | 3          | 3          | 3        |              |           |           |           | 5          |            |
| L1 TLB                       | L1 TLB                       |            |            | 142      | 144          |           |           |           |            |            |
| L2 cache                     | Dung lượng                   | 2-3 MB/lõi | 2-3 MB/lõi | 256 KB   | 256 KB       | 256 KB    | 256 KB    | 256 KB    | 512 KB     | 1.25 MB    |
| L2 cache                     | Đường liên kết               | 8 đường    | 8 đường    |          | 8 đường      | 8 đường   | 8 đường   | 4 đường   | 8 đường    | 20 đường   |
| L2 cache                     | Latency                      |            |            |          | 12           | 12        | 12        | 12        | 13         |            |
| L2 TLB                       |                              |            |            |          |              | 1024      |           | 1536      | 2048       |            |
| L3/core                      | Dung lượng                   |            |            | 2 MB     | 2 MB         | 2 MB      | 2 MB      | 2 MB      | 2 MB       | 3 MB       |
| L3/core                      | Đường liên kết               | 16 đường   | 16 đường   | 16 đường | 16 đường     | 16 đường  | 16 đường  | 12 đường  |            |            |
| L3/core                      | Latency                      |            |            |          |              | 26-37     | 30-36     |           |            |            |
| SMT                          | SMT                          | Có         | Có         | Có       | Có           | Có        | Có        | Có        |            |            |
| OoO window                   | OoO window                   | 96         | 96         | 128      | 168          | 192       | 192       | 224       | 352        |            |
| In-flight load               | In-flight load               |            |            | 48       | 64           | 72        | 72        | 72        | 128        |            |
| In-flight store              | In-flight store              |            |            | 32       | 36           | 42        | 42        | 56        | 72         |            |
| Scheduler entries            | Scheduler entries            | 32         |            | 36       | 54           | 60        | 64        |           |            |            |
| Int register File            | Int register File            |            |            |          | 160          | 168       | 168       |           |            |            |
| FP register File             | FP register File             |            |            |          | 144          | 168       | 168       |           |            |            |
| Instruction Queue            | Instruction Queue            |            |            | 18/luồng | 20/luồng     | 20/luồng  | 25/luồng  |           |            |            |
| Allocation Queue             | Allocation Queue             |            |            | 28/luồng | 28/luồng     | 56        | 56        | 64/luồng  |            |            |
| Hỗ trợ chỉ dẫn               | SSE2                         | Có         | Có         | Có       | Có           | Có        | Có        | Có        | Có         | Có         |
| Hỗ trợ chỉ dẫn               | SSE3                         | Có         | Có         | Có       | Có           | Có        | Có        | Có        | Có         | Có         |
| Hỗ trợ chỉ dẫn               | SSE4                         | Có         | Có         | Có       | Có           | Có        | Có        | Có        | Có         | Có         |
| Hỗ trợ chỉ dẫn               | AVX                          |            |            |          | Có           | Có        | Có        | Có        | Có         | Có         |
| Hỗ trợ chỉ dẫn               | AVX2                         |            |            |          |              | Có        | Có        | Có        | Có         | Có         |
| Hỗ trợ chỉ dẫn               | FMA                          |            |            |          |              | Có        | Có        | Có        | Có         | Có         |
| Hỗ trợ chỉ dẫn               | AVX512                       |            |            |          |              |           |           | Có/Không  | Có         | Có         |
| Vi kiến trúc                 | Vi kiến trúc                 | Merom      | Penryn     | Nehalem  | Sandy Bridge | Haswell   | Broadwell | Skylake   | Icelake    | Tigerlake  |